# Germination épigée
Pour les articles homonymes, voir Épigée (homonymie).

Germination épigée et hypogée : la principale partie observable de la plantule au-dessus du sol est la tigelle.

La germination épigée (du grec ἐπίγαιος epígaios, de ἐπί et γῆ, littéralement « au-dessus du sol »), dite aussi germination phanérocotylaire (du grec φανερός phaneros, « visible », et κοτύλη kotulè, « cotylédon ») est un terme de botanique qui désigne un mode de germination des spermatophytes (plantes à graines) dans lequel les cotylédons se dégagent de la graine et émergent au-dessus du sol (haricot, hêtre, houx, lin, luzerne, pin, ricin, tournesol) alors que dans la germination hypogée, ils restent emprisonnés dans la graine, dans le sol (graminées, certaines légumineuses...). 
Cette classification des plantules basée sur l'évolution des cotylédons après la germination est importante du point de vue physiologique, mais n'a plus une grande signification systématique. 

## Caractéristiques
L'hypocotyle, partie de la tigelle située sous l'insertion des cotylédons, se développe suffisamment pour réaliser une germination épigée. L'hypocotyle en élongation se recourbe (hypocotyle en crosse) puis il se redresse en étirant les cotylédons et la tigelle pour les amener au-dessus du sol. Il arrive que l'hypocotyle s'allonge tout en restant courbé, ce qui forme une petite arche près du sol. La graine reste enterrée et l'hypocotyle arrache les cotylédons de la graine qui les comprimait plus ou moins étroitement (germination épigée cryptocotylaire chez les Podocarpaceae, les Annonaceae).
Les espèces végétales à germination épigée sont plus susceptibles d'être endommagées par le gel et par le pâturage qui génère à la fois des pressions de défoliation et de piétinement. Généralement, les plantes à germination épigée ont des cotylédons peu riches en réserves nutritives (cotylédons foliacés du ricin aux graines albuminées) ou des cotylédons charnus (haricot aux graines exalbuminées) qui verdissent et ont un rôle assimilateur mais flétrissent vite et leur caducité relativement précoce explique l'apparition rapide des premières feuilles dont la photosynthèse assure l'alimentation carbonée de la plante. Elles adoptent comme stratégie de reproduction la production de nombreuses graines pour compenser les pertes dues aux herbivores,..